# Wong Fei-hung
Wong Fei-hung (Foshán, Guangzhou el 9 de julio de 1847-Guangzhou, Guangdong el 25 de marzo de 1924), también conocido como Huang Feihong (黃飛鴻 | mandarín: Huáng Fēihóng | cantonés: Wong Fei-hung) fue un artista marcial, médico de medicina tradicional china y patriota chino que se convirtió en héroe del folclore en China. Su reciente fama se debió a que se convirtió en protagonista de numerosas películas y series de televisión de artes marciales. Aunque era considerado un experto en el estilo Hung Ga de artes marciales chinas, su verdadera fama pública fue como médico que practicaba y enseñaba acupuntura, Dit Da y otras formas de medicina tradicional china en el ahora famoso Po Chi Lam. Se construyó un museo dedicado a él en su lugar de nacimiento en Foshan, Guangdong.

## Biografía
Wong era hijo del maestro de artes marciales, y miembro de los legendarios Diez Tigres de Guangdong Wong Kei-ying, que lo adiestró en artes marciales desde niño. Aún joven, Fei-hung fundó su propia escuela marcial, que al poco tiempo generó más sucursales en la misma provincia. Posteriormente también fundó su propia clínica, Po Chi-lam, todo ello antes de cumplir los 20 años. Fei-ung se convirtió en un personaje popular tanto por su destreza en combates como por sus conocimientos médicos.

## Cine y televisión
Pocos años después de su muerte, Wong Fei-hung ya se había convertido en una figura legendaria, que había inspirado muchos relatos folletinescos que reinventaban sus aventuras. A partir de 1949 el cine ha utilizado su figura tanto en imagen real como en animación. 
- Kwan Tak-hing fue el actor que más veces lo encarnó: más de 80 películas entre 1949 y 1980 y varias series de TV. Su primera película se tituló The Story of Wong Fei-hung.
- Jet Li lo encarnó en la serie cinematográfica de Érase una vez en China desde 1991 a 1997.
- Vincent Zhao sustituyó a Jet Li en dos películas de la saga y retomó el papel en la posterior serie de televisión (1996).
- Jackie Chan realizó una versión más humorística del personaje, en El maestro borracho (1978) y su secuela La leyenda del luchador borracho (1994).
- Willie Chi sustituyó a Chan en la tercera parte de la saga, Druken Master III (1994).
- Gordon Liu lo interpretó en El desafío de los maestros (1976) y su secuela Martial Club (1981).
- Chin Kar-lok lo encarnó en Great Hero From China (1992).
- Sammo Hung hizo una breve interpretación en La vuelta al mundo en 80 días (2004).
- Ku Feng lo encarnó en The Master of Kung Fu (1973).
- Wang Chun interpretó la versión continental en Fist from Shaolin (1993).
- Shih Chung-tien protagonizó Rivals of Kung Fu (1974).
- Sungmin (Super Junior) Lo encarnó en su gira mundial llamada Super Show 5 (2013)

- Eddie Peng se metió en su piel en la película "Rise of the legend" (2014)

- Zheng_Kai fue protagonista de la serie de televisión Huang Fei Hong (2017)